# Chiara Mastroianni
Chiara Françoise Charlotte Mastroianni (Paris, 28 de Maio de 1972) é uma atriz francesa, filha da atriz Catherine Deneuve e do ator italiano Marcello Mastroianni.
Em 1979 fez uma pequena participação no filme A Nós Dois, estrelado por sua mãe, e em 1987 também fez uma pequena participação no filme Olhos Negros, estrelado por seu pai, como uma das garotas das flores. Mas estas participações sempre foram eventuais, principalmente porque frequentemente visitava os pais nos sets de seus filmes. Seus pais não queriam que seguisse seus passos na carreira artística;[carece de fontes?] Catherine preferia que Chiara fosse arqueóloga, e Marcello, professora de italiano.
Seu primeiro grande papel no cinema veio em 1993, Minha Estação Preferida, de Andre Tchiné, onde interpreta uma adolescente problemática cuja mãe é interpretada pela própria Catherine Deneuve. Por este papel foi indicada ao prêmio César, o maior prêmio do cinema francês. No começo de sua carreira também atuou ao lado de seu pai em Prêt-à-Porter e Três Vidas e Só uma Morte.
É meia-irmã do ator Christian Vadim e de Barbara Mastroianni.
Tem um filho, com o escultor francês Pierre Torrenton chamado Milo (n. 31 de dezembro de 1996, em Paris). Namorou o ator Benicio Del Toro de 1998 até o início de 2001; eles se conheceram no Festival de Cinema de Cannes de 1998. Em 11 de maio de 2002, Chiara casou-se com o músico francês Benjamin Biolay, e o casal teve uma filha Anna (n. 22 de maio de 2003, em Paris). Os dois se divorciaram em 2005.

## Filmografia
| Ano  | Título                                          | Papel                                               | Diretor                             | Co-estrelas                                                    |
| ---- | ----------------------------------------------- | --------------------------------------------------- | ----------------------------------- | -------------------------------------------------------------- |
| 1979 | A Nós Dois                                      | A filha (sem créditos)                              | Claude Lelouch                      | Catherine Deneuve                                              |
| 1987 | Olhos Negros                                    | Uma das garotas das flores (sem créditos)           | Nikita Mikhalkov                    | Marcello Mastroianni                                           |
| 1993 | Minha Estação Preferida                         | Anne                                                | André Téchiné                       | Catherine Deneuve                                              |
| 1993 | À la belle étoile                               | Claire                                              | Antoine Desrosiéres                 | Mathieu Demy                                                   |
| 1994 | Rêveuse jeunesse (TV)                           | Brigitte                                            | Nadine Trintignant                  | Marie Trintignant                                              |
| 1994 | Prêt-à-Porter                                   | Sophie Choiset                                      | Robert Altman                       | Sophia Loren, Marcello Mastroianni, Julia Roberts, Tim Robbins |
| 1995 | Não Se Esqueça Que Você Vai Morrer              | Claudia                                             | Xavier Beauvois                     | Xavier Beauvois                                                |
| 1995 | Amor Imortal                                    | Françoise                                           | Ate De Jong                         | Stephen Rea, Irene Jacob                                       |
| 1996 | Le journal du séducteur                         | Claire                                              | Danièle Dubroux                     | Melvil Poupaud                                                 |
| 1996 | Três vidas e Uma Só Morte                       | Cecile                                              | Raoul Ruiz                          | Marcello Mastroianni                                           |
| 1996 | Os Ladrões                                      | estudante diplomada (sem crèditos)                  | André Téchiné                       | Catherine Deneuve                                              |
| 1996 | Comment je me suis disputé... (ma vie sexuelle) | Patricia                                            | Arnaud Desplechin                   | Marianne Denicourt                                             |
| 1996 | Caméléone                                       | Léa                                                 | Benoît Coehn                        | Seymour Cassel                                                 |
| 1997 | Estrada para Lugar Nenhum                       | Kriss, S&M Girl #1                                  | Gregg Araki                         | James Duval                                                    |
| 1998 | On a très peu d'amis                            | Viviane                                             | Sylvian Monaud                      | Mathieu Amalric                                                |
| 1998 | À vendre                                        | Mireille                                            | Laëtitia Masson                     | Sandrine Kiberlian                                             |
| 1999 | O Tempo Redescoberto                            | Albertine                                           | Raoul Ruiz                          | John Malkovich, Catherine Deneuve, Emmanuelle Béart            |
| 1999 | A Carta                                         | Catherine de Clèves                                 | Manoel de Oliveira                  | Pedro Abrunhosa                                                |
| 1999 | Libero Burro                                    | Rosa Agnello                                        | Sergio Catellito                    | Sergio Castellitto                                             |
| 2000 | Six-Pack                                        | Marine                                              | Alain Berbérian                     | Richard Anconina                                               |
| 2001 | Hotel                                           | Enfermeira do Hotel                                 | Mike Figgis                         | Rhys Ifans                                                     |
| 2002 | Le Parole di mio padre                          | Ada                                                 | Francesca Comencini                 | Tony Bertorelli                                                |
| 2002 | Estranhas Ligações                              | Carlotta                                            | Delphine Gleize                     | Angela Molina, Lio                                             |
| 2003 | É mais fácil um camelo                          | Bianca                                              | Valeria Bruni Tedeschi              | Valéria Bruni-Tedeschi                                         |
| 2005 | Akoibon                                         | Barbara                                             | Edouard Baer                        | Jean Rochefort                                                 |
| 2007 | L'Heure Zéro                                    | Aude Neuville                                       | Pascal Thomas                       | Laura Smet                                                     |
| 2007 | Canções de Amor                                 | Jeanne                                              | Christophe Honoré                   | Louis Garrel, Ludivine Sagnier                                 |
| 2007 | Persepolis (2007)                               | Marjane 'Marji' Satrapi, adolescente e mulher (voz) | Vincent Paronnaud e Marjane Satrapi | Catherine Deneuve                                              |
| 2008 | Um Conto de Natal                               | Sylvia                                              | Arnaud Desplechin                   | Catherine Deneuve                                              |
| 2008 | A Bela Junie                                    | A mulher no café                                    | Christophe Honoré                   | Louis Garrel, Léa Seydoux                                      |
| 2008 | Le Crime est notre affaire                      | Emma                                                | Pascal Thomas                       | André Dussolier                                                |
| 2008 | Bancs publics (Versailles rive droite)          | A mãe de Marianne                                   | Bruno Podalydès                     | Mathieu Amalric                                                |
| 2009 | Un chat un chat                                 | Célimène                                            | Sophie Fillières                    | Agathe Bonitzer                                                |
| 2012 | Linhas de Wellington                            | Eugénie Renique                                     | Valeria Sarmiento                   | John Malkovich                                                 |
| 2013 | Bastardos                                       | Raphaëlle                                           | Claire Denis                        | Vincent Lindon                                                 |
| 2014 | O Preço da Fama                                 | Rosa                                                | Xavier Beauvois                     | Roschdy Zem, Benoît Poelvoorde                                 |
| 2014 | Três Corações                                   | Sophie Berger                                       | Benoît Jacquot                      | Charlotte Gainsbourg, Catherine Deneuve                        |
| 2016 | Boa Sorte Argélia                               | Bianca                                              | Farid Bentoumi                      | Sami Bouajila, Franck Gastambide                               |
| 2016 | Saint Amour - Na Rota do Vinho                  | Dona da barraca de frituras                         | Gustave Kervern, Benoît Delépine    | Gérard Depardieu, Benoît Poelvoorde                            |
| 2017 | K.O.                                            | Solange                                             | Fabrice Gobert                      | Laurent Lafitte, Pio Marmaï                                    |
| 2018 | A Última Loucura de Claire Darling              | Marie Darling                                       | Julie Bertuccelli                   | Catherine Deneuve                                              |
| 2019 | Quarto 212                                      | Maria                                               | Christophe Honoré                   | Vincent Lacoste, Camille Cottin, Benjamin Biolay               |
| 2020 | A Garota da Pulseira                            | Céline                                              | Stéphane Demoustier                 | Melissa Guers, Roschdy Zem                                     |
| 2022 | Os Filhos dos Outros                            | Alice                                               | Rebecca Zlotowski                   | Virginie Efira, Roschdy Zem                                    |
| 2022 | Cet été-là                                      | Louise                                              | Éric Lartigau                       | Rose Pou Pellicer, Juliette Havelange, Marina Foïs             |
| 2023 | Eureka                                          | Maya / A Coronel                                    | Lisandro Alonso                     | Viggo Mortensen, Alaina Clifford                               |
| 2024 | Marcello Mio                                    | Ela mesma / Marcello                                | Christophe Honoré                   | Catherine Deneuve,Benjamin Biolay, Fabrice Luchini             |
| 2024 | Langue étrangère                                | Antonia                                             | Claire Burger                       | Lilith Grasmug, Josefa Heinsius                                |

### Curtas-Metragens
- 1995: Hillbilly Chainsaw Massacre de Laurent Tuel: Cheryl
- 1995: 3000 scénarios contre un virus - (segmento - "Bavardages en sida mineur") de Virginie Thévenet
- 2000: Scénarios sur la drogue - (o segmeneto Faute au vent) de Emmanuelle Bercot: A mãe
- 2014: Office du tourisme - (narração) de Benjamin Biolay: A mãe de Paola
- 2016: Bonne figure de Sandrine Kiberlain: Françoise

### Dublagem
- 2021: Luca (2021) de Enrico Casarosa: Daniela Paguro

### TV
- 1994: Rêveuse jeunesse (telefilme) de Nadine Trintignant: Brigitte
- 2012: Linhas de Wellington (minissérie de televisão) de Valeria Sarmiento: Eugénie Renique[3]
- 2018: Fiertés de Philippe Faucon: A assistente social[4]
- 2024: Monsieur Spade de Scott Frank (minissérie de televisão): Gabrielle[5]

## Videogame
- 2001: Atlantis III - The New World: A arqueóloga / A Caçadora paleolítica / Shéhérazade (Voz e captura de movimentos)[6]

## Teatro
- 2021- presente: Le Ciel de Nantes de Christophe Honoré, no théâtre des Célestins e théâtre de l'Odéon [7]

## Discografia

### Álbuns
- 2004: Home com Benjamin Biolay
- 2017: Volver com Benjamin Biolay

### Áudiolivro
- 1989: Liens de famille de Clarice Lispector, éditions des femmes, coleção «Bibliothèque des voix»

## Trilha sonora
Chiara Mastroianni, cantando no cinema:
Músicas do filme Canções de Amor (2007)
- La Bastille
- Au parc

## Aparições na TV
As aparições na televisão de Chiara Mastroianni, na vida real, em ordem cronológica:
1970s
V.I.P.-Schaukel (1 episodios, 1976)
- Episodio #6.3 (1976) - TV (episodio)

1990s
Mundo VIP (1 episodio, 1999)
- Show nº178 (1999) - TV (episodio)

2000s
Searching for Debra Winger (2002) (documentário)
On ne peut pas plaire à tout le monde - (3 episodios, 2002-2004)
- Episodio - data: 6 de junho de 2004 - TV (episodio)
- Episodio - data: 8 de novembro de 2002 - TV (episodio)
- Episodio - data: 12 de abril de 2002 - TV (episodio)

Le Grand journal de Canal+ (1 episodio, 2005)
- Episodio - data: 11 de abril de 2005 - TV (episodio)

Thé ou café (1 episodio, 2005)
- Episodio - data: 22 de outubro de 2005 - TV (episodio)

French Beauty (2005) (TV) (documentario)
Marcello, una vita dolce (2006) (documentário)
La Nuit des Césars (1 episodio, 2006)
- Episodio - data: 25 de fevereiro de 2006 - TV (episodio)

L'Hebdo cinéma (2 episodios, 2007)
- Episodio - data: 19 de maio de 2007 - TV (episodio)
- Episodio - data: 23 de junho de 2007 - TV (episodio)

### Arquivo
Chiara Mastroianni em imagens de arquivo, na vida real:
- Margret Dünser, auf der Suche nach den Besonderen (1981) (TV)
- Premiers pas (2005) (TV)